# Sainte-Livrade
Sainte-Livrade là một xã ở tỉnh Haute-Garonne vùng Occitanie tây nam nước Pháp. Xã Sainte-Livrade nằm ở khu vực có độ cao trung bình 220 mét trên mực nước biển.